# 임태증
임태증(林泰曾, 1851년 - 1894년)는 청나라 말기의 해군 군인이다. 자는 개사(凱士). 청나라의 북양해군의 고급 장교였으며, 북양수사의 좌익총병과 북양함대에서는 당시 최첨단이었던 진원의 함장을 겸하고 있었다. 1894년의 청일전쟁 중 황해 해전에서 패한 후 입항한 진원이 좌초한 것에 책임을 지고 자살했다.

## 생애

### 유년기
임태증은 복건성 후관현(현재의 복주시) 사람으로, 할아버지는 임칙서의 동생이며, 임칙서의 딸을 아내로 삼은 심보정은 먼 친척에 해당했다. 부모님은 어릴 때 돌아가셨기 때문에 어린 시절의 임태증은 죽은 형의 아내에게 의지하고 있었다.
1867년, 임태증은 심보정이 만든 복건 선정학당 제1기생으로 입학하여 이곳에서 선박의 조종법을 배웠다. 1871년에 졸업을 한 이후 연습선 ‘건위’에 탑승하여 각지를 연습 항해를 했고, 1874년에는 건위의 1등 항해사로 임명되었다. 이듬해 복건 선정학당의 주임 교관이었던 프로스 마리 지켈을 따라 유럽을 순방하면서 영국 해군 군관학교에 입학했다. 이때의 유학은 단기간으로 지켈이 중국에 돌아올 때 일단 귀국했지만, 곧 정식 학생으로 다시 출국했다.
1879년에 귀국해서 유격(游撃)으로 승진했다.

### 북양함대
1880년에 북양 해군에 전속되었고, 우선 포함 ‘진서’(鎭西)의 함장으로 임명되었다. 그 후, 영국에서 새로 건조한 방호순양함 양위(揚威), 초용(超勇)을 인수하기 위해 영국을 다녀온 공적으로 참장(參將)으로 승진하면서 초용의 함장으로 임명되었다. 1886년에는 ‘진원’의 함장이 되었다.
1888년, 정식으로 북양 해군이 창설되면서 임태증은 좌익 총병의 제독이 되었다.

### 청일전쟁
1894년, 청일 전쟁이 발발했을 때 임태증은 진원의 함장으로 복무했다. 황해 해전에서 진원과 정원은 북양 함대의 주력으로 일본군의 연합 함대의 집중포화를 당했고, 다수의 피탄으로 인해 화재가 발생했다. 그러나 진원은 침착하게 소화를 했고, 전선을 이탈하지도 않았다. 이 전공에 따라 임태증은 곽춘조파도노(霍春助巴圖魯)라는 칭호를 받았다. 이 전투 이후, 북양 함대는 그 정책을 개전 초기의 ‘존재함대’로 전환하고, 남은 함선을 웨이하이웨이로 집중시켜 방어에만 전념했다.
그해 겨울 근해를 순찰하다 웨이하이웨이로 귀항하려고 한 진원이 항구에서 좌초되었다. 선체의 균열은 10m (세 길이) 정도에 걸쳤고, 응급수리를 통해 침몰 위험은 면했지만, 이전과 같은 고속 항해는 할 수 없게 되었다. 본격적 수리하려고 했지만, 여순 독은 이미 일본군의 손에 넘어갔고, 북양 함대의 전력은 크게 감소했다.
결국 임태증이 책임지고 음독 자살을 했다.

## 참고 문헌
- 《청사고》, 460권 · 열전 247